# Ea Uy
Ea Uy là một xã thuộc huyện Krông Pắc, tỉnh Đắk Lắk, Việt Nam.
Xã Ea Uy có diện tích 32,31 km², dân số năm 1999 là 4065 người, mật độ dân số đạt 126 người/km².
- Xã Ea Uy dân số gồm các dân tộc Kinh, Ê đê, Xơ đăng là chính, kinh tế chủ yếu dân số làm nông. 
- Trên địa bàn xã có một số nhà máy sản xuất gạch....